# 恩徳寺 (岡山市)
恩徳寺（おんとくじ）は岡山県岡山市中区に所在する寺院である。山号は沢田山（さわださん）。宗派は高野山真言宗。本尊は薬師瑠璃光如来（秘仏）。中国四十九薬師霊場第八番札所、備前八薬師霊場第八番札所。

## 概要
恩徳寺の裏にある三棹山（操山）は古くからの祭祀が行われていた聖地であった。このため、周囲には寺院や古墳など遺跡が点在する。
寺伝によれば奈良時代の天平勝宝2年（750年）に行基が草庵を結び等身大の薬師如来を刻んで安置したのが始まりと伝えられている。しかし、行基は前年の天平21年（749年）に没しており、伝承の域を出ない。その後、報恩大師により備前四十八ヶ寺の一つに加えられたと伝えられる。
江戸時代前期の元禄元年（1688年）には、寺院の北方、立石に竪巖宮が建てられた。その後、明治初期に当寺院本堂裏に遷座された。竪巖宮は最上竪巌稲荷とも呼ばれる。
最盛時の江戸時代前期には寺院内に西方院・池松院・多聞坊・薬師坊があり、少し離れた立石に竪巌宮と共に医王院・光明院があった。寛文6年（1666年）岡山藩は寺院淘汰を行い、この際に医王院が廃院となった。明治4年（1871年）多聞坊と薬師坊が廃院となった。明治38年（1905年）には光明院が廃院となり、池松院を西方院に合併した。現在は西方院を残すのみとなっている。
幕末の嘉永5年（1852年）には山門を残して西方院を全焼した。現在見られる建物のうち、客殿と庫裡が明治4年（1871年）、本堂・大師堂・鐘楼・観禅堂・山門などが明治10年（1877年）にそれぞれ再建されている。

## 画像

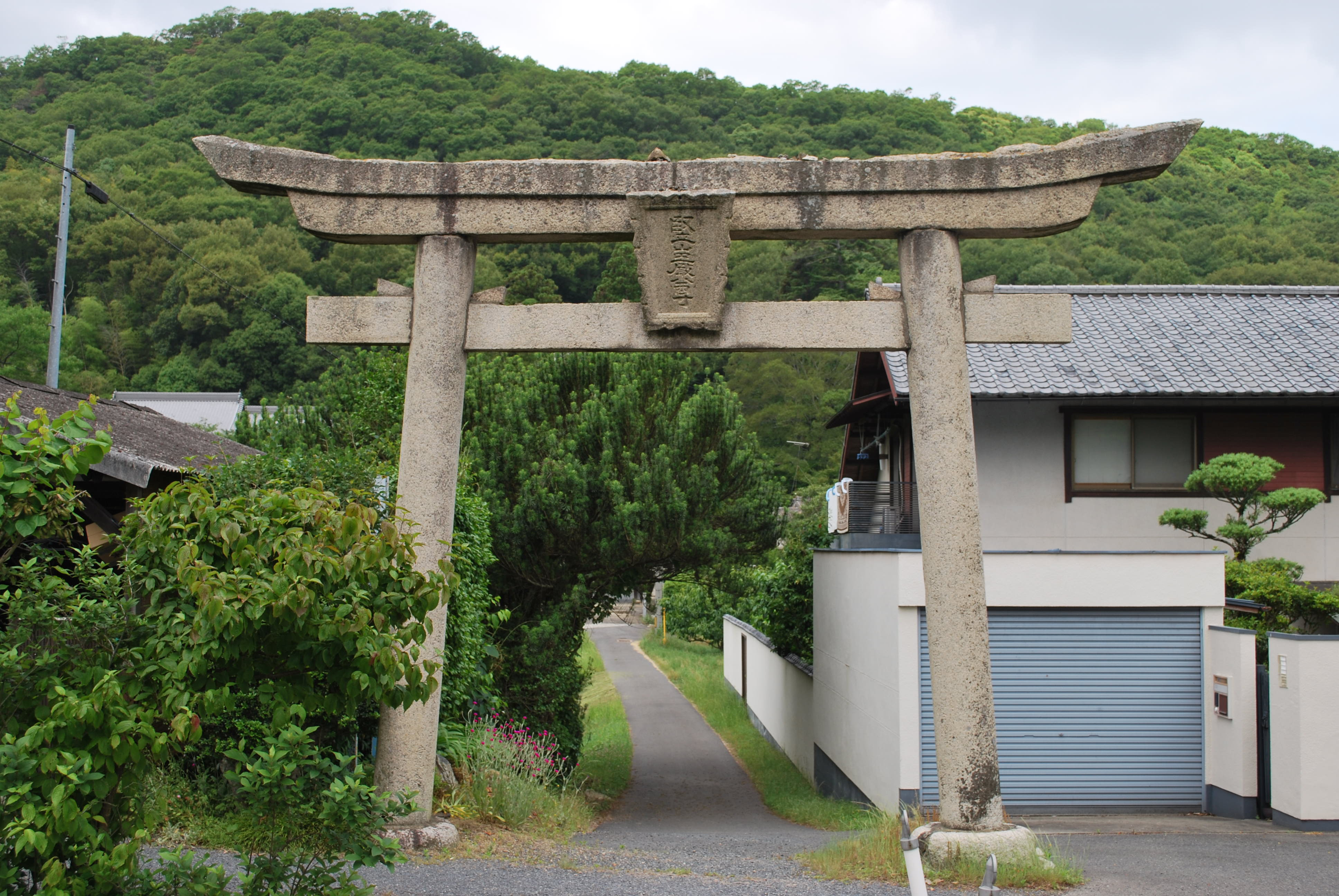
竪巌宮鳥居
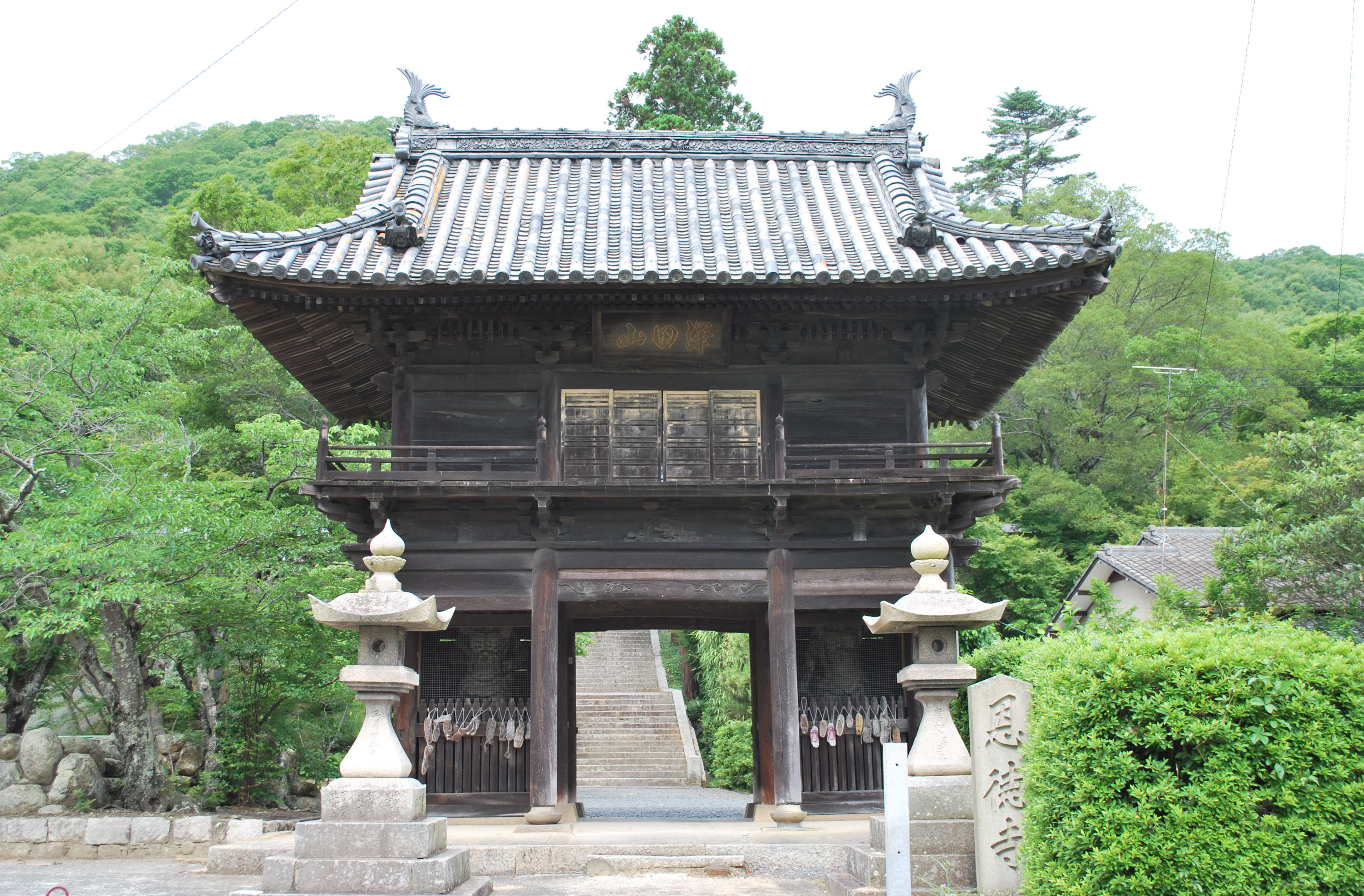
山門
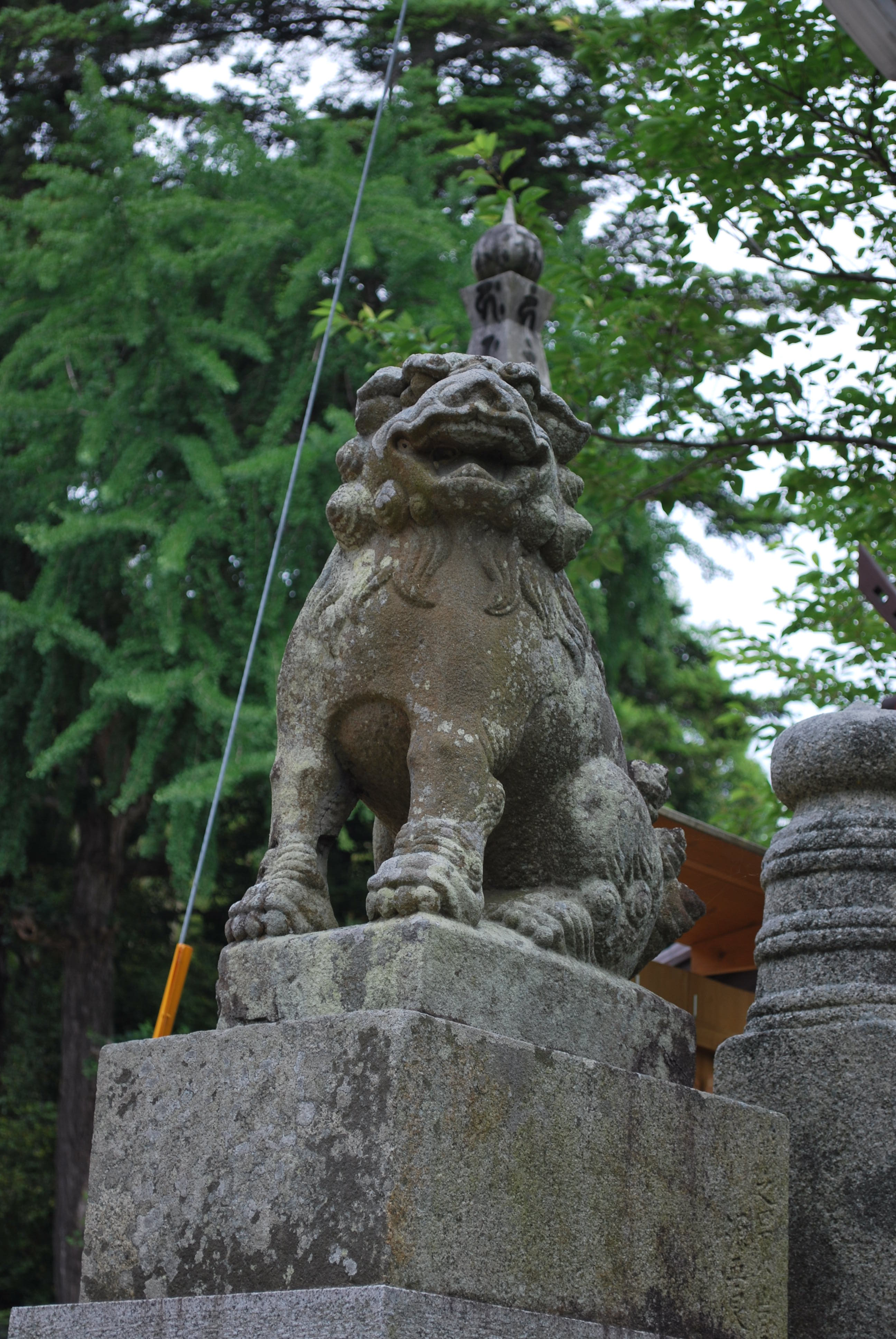
阿形の狛犬
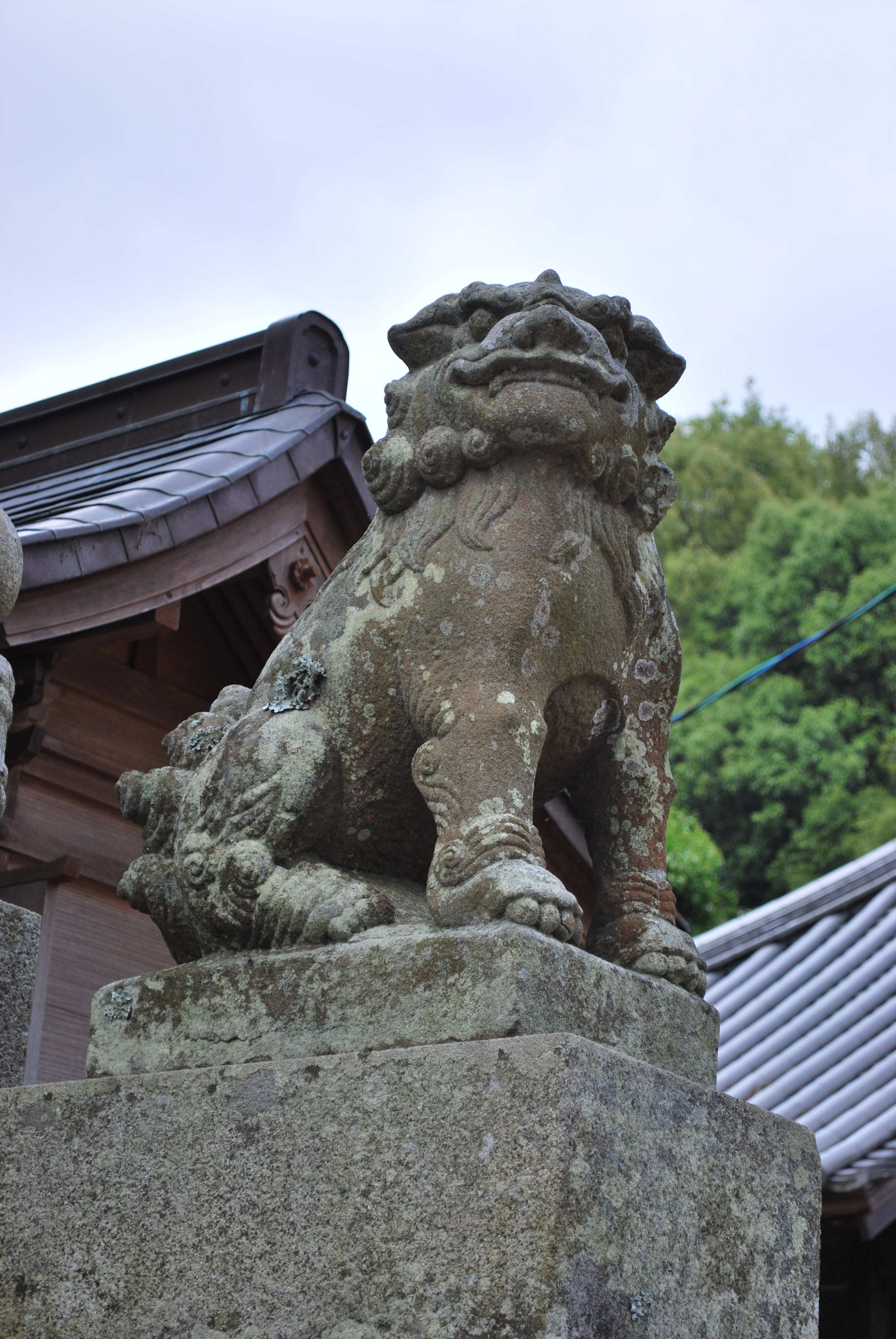
吽行の狛犬
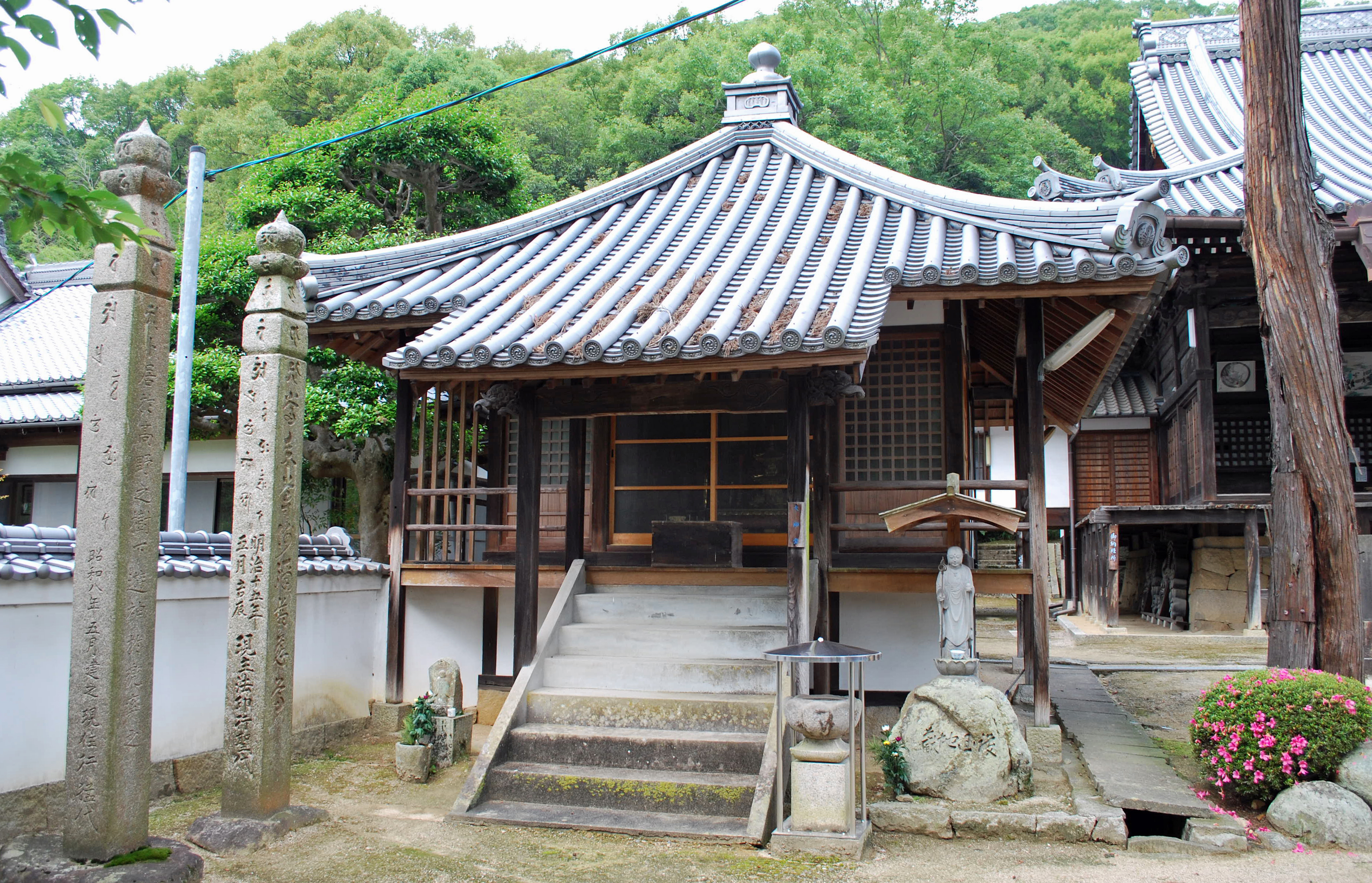
大師堂
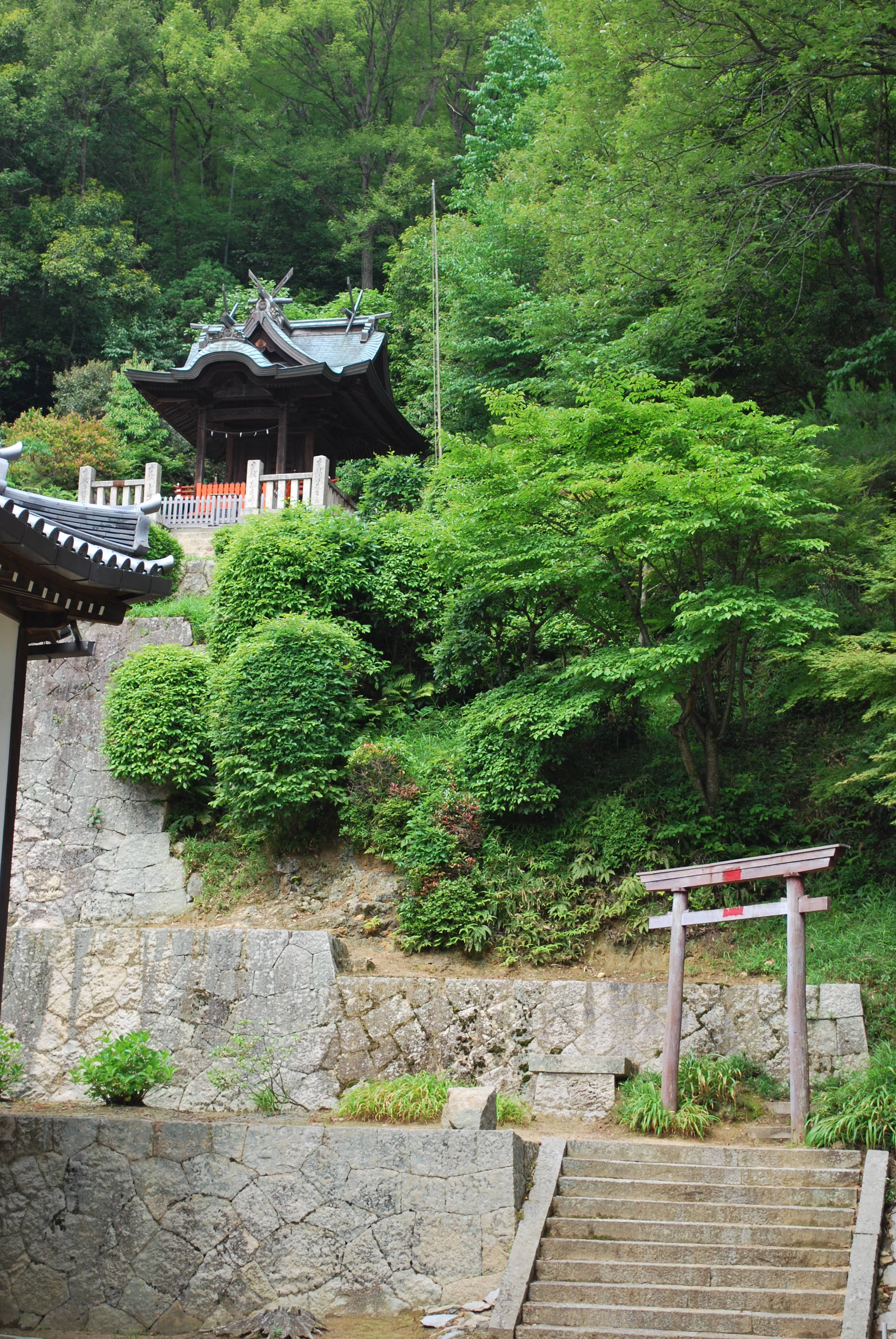
竪巌宮
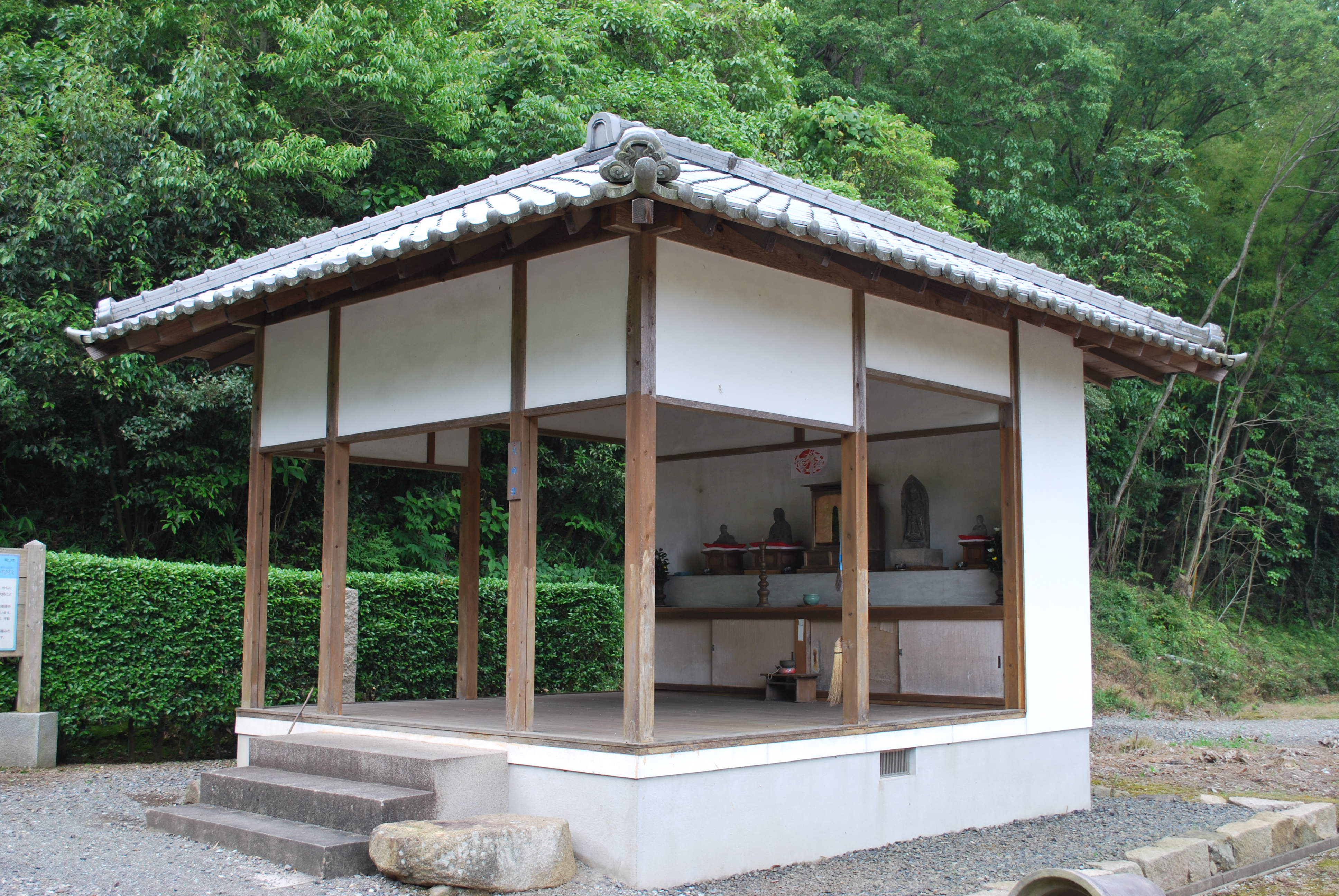
境外大師堂